# Elektra (film)
Elektra är en amerikansk-kanadensisk film från 2005. Den är en så kallad "spin-off", det vill säga en avläggare (utbrytning) från filmen Daredvil från 2003. Båda filmerna bygger på seriefiguren Elektra Natchios som ingår i förlaget Marvel Comics produktion. Regissör är Rob Bowman.

## Handling
Filmen inleds med en röst som talar om ett krig mellan ont och gott. Elektra (Jennifer Garner) dog i filmen "Daredevil" men blev återuppväckt av en sensei vid namn Stick (Terence Stamp). Hon hyr ett hus på en ö där hon bor en tid. Där blir hon vän med en ung flicka som försökte göra inbrott hos henne. När inget händer blir Elektra till slut otålig och vill veta vilket hennes uppdrag ska bli. Därför ringer hon till sin kontaktman som säger att han ska skicka några dokument som berättar om de två personer som hon ska döda. 
Efter att ha firat jul hos Mark Miller (Goran Višnjić) och hans dotter Abby (Kirsten Prout), får Elektra veta att det är just de två hennes uppdrag gäller. Hon inser att hon inte kommer att klara av detta utan lämnar ön. I samband med detta upptäcker hon att två nya mördare anlänt till ön. I tron att de är skickade dit för att ersätta henne, mördar hon dem istället.

## Om filmen
- Filmen handlar om Elektra som är yrkesmördare som slåss med ett par japanska saisvärd.

- Namnet Elektra återgår ytterst på den Elektra som var dotter till den mykenske kungen Agamemnon. Såväl Aischylos som Sofokles och Euripides har skrivit dramer om henne.

## Rollista (i urval)
- Jennifer Garner – Elektra Natchios
- Goran Visnjic – Mark Miller
- Kirsten Prout – Abby Miller
- Terence Stamp – Stick
- Will Yun Lee – Kirigi
- Cary-Hiroyuki Tagawa – Roshi
- Natassia Malthe – Typhoid Mary
- Bob Sapp – Stone
- Chris Ackerman – Tattoo
- Edison T. Ribeiro – Kinkou
- Colin Cunningham – McCabe
- Hiro Kanagawa – Meizumi
- Jason Isaacs – DeMarco
- Ben Affleck – Matt Murdock/Daredevil (DVD bortklippt scen)